# 琵琶记
琵琶记，元朝末年高明所作的一部南戏，號稱“曲祖”:44。它主要讲述书生蔡伯喈与赵五娘的爱情故事。琵琶记係改编自民间南戏《赵贞女》（更早时还有金院本《蔡伯喈》），但原故事中背亲弃妇的蔡伯喈变为了全忠全孝。

## 剧情梗概
故事讲述了一位书生蔡伯喈在与赵五娘婚后想过幸福生活，其父蔡公不从。伯喈被逼赶考状元后又被要求与丞相女儿结婚，雖不願，但牛丞相強依之。当官后家里遇到饥荒，其父母双亡，他并不知晓。他想念父母，欲辞官回家，朝廷却不允。赵五娘身背琵琶，一路談唱行乞，进京寻夫，最後终于找到，并团圆收场。这“三不从”是高明重点刻画蔡伯喈全忠全孝的关目。

## 角色
- 旦：赵五娘
- 淨：婆婆、老姥姥
- 外：公公
- 丑：惜春
- 生：蔡伯喈
- 貼：牛小姐

## 艺术特点
- 双线结构，以京城牛府为地点，蔡伯喈为中心的刻画充满喜感，而以陈留蔡家为地点，赵五娘为中心的刻画充满悲感。
- 人物形象塑造成功，心理刻画尤其突出，蔡伯喈代表了中国知识分子软弱和复杂心理；赵五娘真实的反映了礼教下女性生活，却是个受气的小媳妇，承担孝妇责任。
- 语言风格上，赵五娘一线体现的是民间语言本色，而蔡伯喈一线的语言高雅华丽。

## 影响
朱元璋很欣賞這部作品，曾說：“五經四書。布帛菽粟也，家家皆有。高明《琵琶記》如山珍海錯，富貴家不可無”:48。而胡應麟則說“《琵琶》歲極天人之巧，終是傳奇一家語”，認為《西廂記》有李白的神韻，而將《琵琶記》比為杜甫的詩，“主名理倫教”，所以略遜於《西廂記》:46。

## 翻译
Antoine (A. P. L.) Bazin是琵琶記的法文翻译者。洪濤生（Vincenz Hundhausen）是琵琶記的德文翻译者。

## 延伸阅读
[在维基数据编辑]
 在维基文库阅读本作品原文（ 在维基共享资源阅览影像）